# Casa Clavell
La Casa Clavell és un edifici del municipi de Cardedeu (Vallès Oriental) protegit com a bé cultural d'interès local.

## Descripció
És una casa entre mitgeres de planta baixa i dos pisos, de composició simètrica. Les obertures del segon pis formen una composició amb el capcer en forma de pinyó. La coberta és en forma de terrassa amb barana de reixat. Pels seus elements formals aquest edifici pertany a l'estil modernista, concretament a la primera etapa modernista d'en Raspall. Encara que ha sofert modificacions, el conjunt de l'edifici encara conserva l'esperit modernista de l'època.

## Història
Segons l'arxiu municipal extractat per l'Artigues, l'any 1908 s'autoritzà a Antoni Clavell i Bot, veí de Barcelona, a tirar a terra una casa i construir-ne una de nova, als números 3 i 4 de la plaça Major. Va millorar la composició de la plaça. Va comprar el terreny a 0,5 pessetes el pam.
L'any 1933 es van fer reformes a la façana de l'edifici, es modificaren les obertures de la façana.
Posteriorment es modificà també la planta baixa.